# Eberhard Fiebig

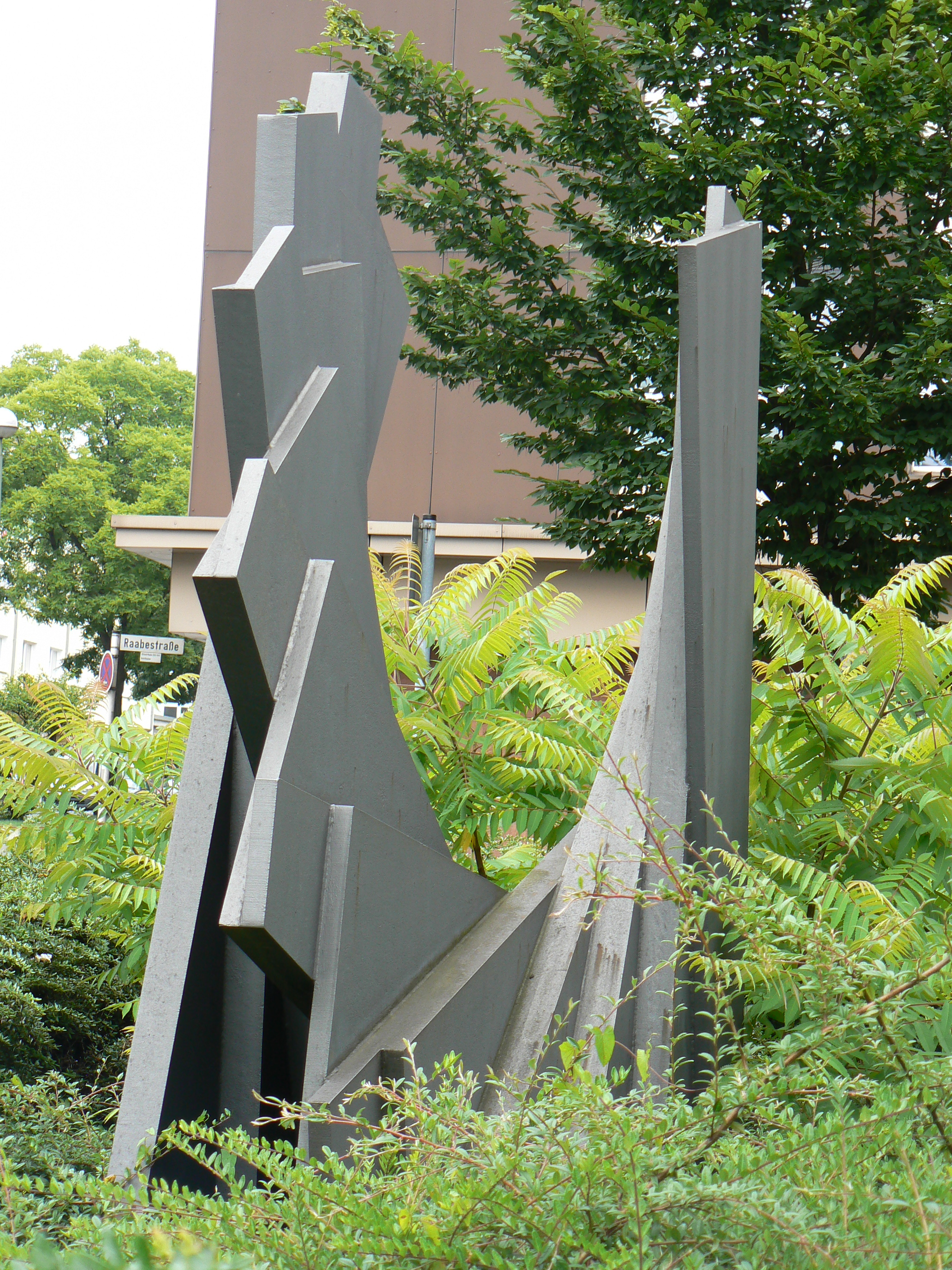
Zonder titel (1985)

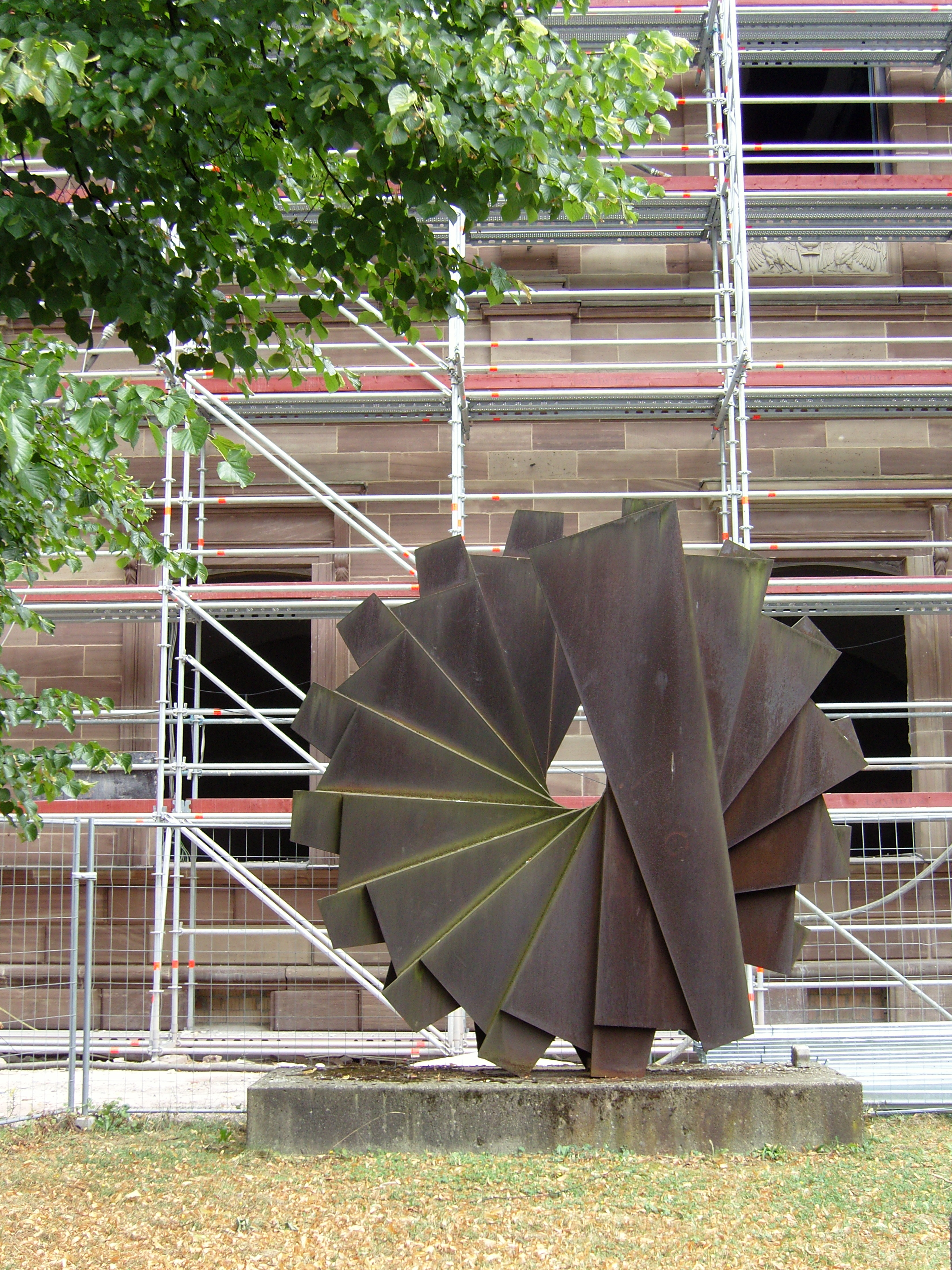
Aurora (1985)

Eberhard Fiebig (Bad Harzburg, 1 maart 1930) is een Duitse beeldhouwer.

## Leven en werk
Eberhard Fiebig werkte aanvankelijk als boer, houthakker en ambulante handelaar. Vanaf 1949 werkte hij als laborant bij een chemisch bedrijf. In 1947 ontstonden zijn eerste sculpturen. Hij gaf in 1960 zijn baan op en werd voltijds kunstenaar. In 1963 verhuisde Fiebig naar Frankfurt am Main, waar hij filosofie studeerde.
Vanaf de jaren 1960 ontwikkelde hij cycli van types beeldhouwwerken. Geïnspireerd door de Amerikaanse architect Richard Buckminster Fuller ontwierp  Fiebig tensegrity-constructies, structuren die hun stabiliteit verkrijgen door de tegenwerkende spanningskrachten. In 1964 kwam de internationale doorbraak van Fiebig.
Van 1974 tot 1995 doceerde hij aan de "Kunsthochschule Kassel". Markus Zürcher was een van zijn leerlingen. In 1986 stichtte Fiebig samen met Dorothea Wickel en Paul Bliese het atelier "art engineering" en in 1988 presenteerde hij zijn tegenvoorstel voor het geplande en fel besproken monument voor het Holocaustmonument in Berlijn.
De kunstenaar woont en werkt in Hannoversch Münden.

## Werken van Fiebig en art engineering (selectie)
- Gefaltete Säule (1969), Koblenz
- Gordon (1972), Frankfurt am Main
- Ostinato (1982) en Beteigeuze (1982/83), Skulpturenpark Sammlung Domnick in Nürtingen
- Kleine Tanagra (1982) en Affekt (1982), collectie Sammlung Domnick
- Clinch (1985), Heinrich-Vetter-Sammlung in Ilvesheim
- Sem (1985), Heinrich-Vetter-Sammlung
- Untitled (1985), Gelsenkirchen
- Tor der Einfachheit (1985), Frankfurt am Main
- Aurora (1985), Neuegalerie, Kassel
- Karyathide (1985), Bonn
- Tor des irdischen Friedens (1987), Kassel
- Isomer (1988), Melsungen
- Tor der Ruhe (1988), Münster
- Hermäon (1990), Hannover
- Liwan (1992), Saarbrücken
- Modulor (1993), Frankfurt am Main
- Tor der Freude (1993), Kassel
- Big Lady (1999), Kolding
- Grosse Wuwa (1999), Bonn
- Liwan zu Münster (2000), Münster
- Cumulus (2002), Regensburg